# Joseph Pearson (Kulturhistoriker)

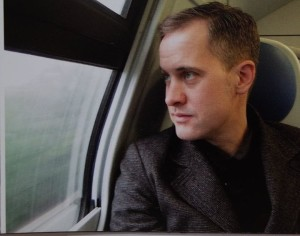
Joseph Pearson

Joseph Sanders Pearson (geboren 1975 in Edmonton, Alberta) ist ein kanadischer Essayist, Kulturhistoriker und Journalist. Er lebt in Berlin.

## Leben
Zwischen 1997 und 2001 promovierte Pearson in Neuerer Geschichte an der University of Cambridge. Pearson lehrte in den Geisteswissenschaften an der Columbia University, New York University, der Universität der Künste Berlin, und der Barenboim-Said-Akademie, ein Friedensprojekt unter der Leitung des Dirigenten Daniel Barenboim. Er ist der Neffe der Kinderbuchautorin Kit Pearson.

## Karriere
Seine Geschichte und sein Porträt der deutschen Hauptstadt Berlin erschien 2017 bei Reaktion Press und University of Chicago Press. The Independent nannte Berlin „the last word in explaining not only Berlin's incredible history, but also its present day cultural situation“ und Bloomberg berichtete, dass das Buch „meisterhaft eine genaue Lektüre der Metropole in all ihrer brutalen Unmittelbarkeit bietet“. Das Buch wurde auch in der German Studies Review positiv besprochen.
Pearsons zweites Buch My Grandfather's Knife wurde im April 2022 von HarperCollins und The History Press veröffentlicht, mit einer spanischen Übersetzung von Planeta im Oktober 2022. Das Buch erzählt die Geschichten von Zeitzeugen des Zweiten Weltkriegs anhand von Alltagsgegenständen, die sie besaßen.
Sein drittes Buch (2025), The Airlift, ist eine Alltagsgeschichte der Berliner Luftbrücke, die im Vereinigten Königreich bei The History Press und in Nordamerika bei Pegasus Books / Simon and Schuster (unter dem separaten Titel Sweet Victory) erschienen ist.
Seine Arbeiten erschienen in Newsweek, New England Review, der BBC, AGNI, Monocle Magazine, Prism International und vielen anderen Publikationen. Seine Sachbücher wurden ins Deutsche, Französische, Arabische, Mandarin und andere Sprachen übersetzt.
Pearson ist Hausessayist der Schaubühne am Lehniner Platz in Berlin und der Herausgeber von The Needle, einem der beliebtesten Blogs in Berlin. Er ist Gründungsmitglied des Künstlerkollektivs 'AGOSTO'.

## Auszeichnungen
Im Jahr 2020 wurde er für seine Erzählung „Eine Ikonostase“ mit dem Jacob-Zilber-Preis für Kurzgeschichten (Erster Platz) ausgezeichnet. Die Erzählung wurde 2020 für den Pushcart Prize nominiert.

## Publikationen
- Berlin. Reaktion Books, London 2017, ISBN  978-1-78023719-0.
- My Grandfather's Knife. The History Press, Stroud 2022 / HarperCollins, Toronto 2022, ISBN 978-075099739-3 / ISBN 978-1443465922.
- Sweet Victory. Pegasus Books, New York 2025 / The History Press, Stroud 2025, ISBN 978-1639368587.